# Nikki Blonsky

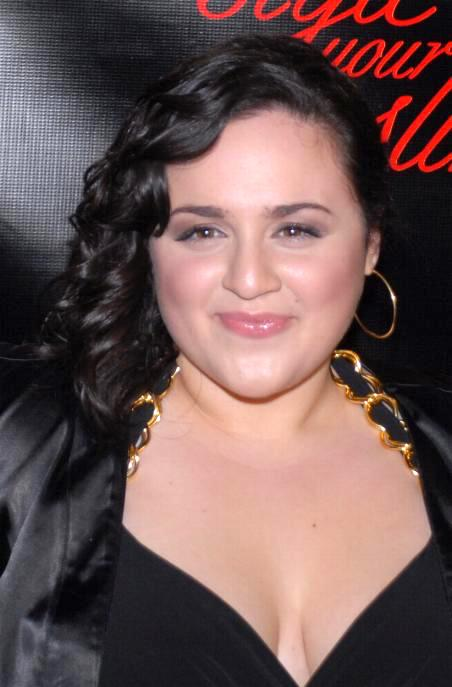
Nikki Blonsky (2008)

Nicole „Nikki“ Margaret Blonsky (* 9. November 1988 in Great Neck, Nassau County, NY) ist eine US-amerikanische Schauspielerin.

## Biografie
Nikki Blonsky arbeitete in einer Eisdiele, als sie für den Film Hairspray entdeckt wurde, in dem sie wenig später neben John Travolta die Hauptrolle spielte. Der Film machte sie bekannt und weitere Angebote folgten. Durch die Rolle in Hairspray gewann sie mehrere Auszeichnungen, darunter als beste Nachwuchsdarstellerin. In den Filmen Harold und Queen Sized – Jetzt kommt's dicke, die 2008 erschienen, war sie einer der Hauptrollen, danach spielte sie in der Fernsehserie Valemont eine Nebenrolle.
In der ABC-Family-Serie Huge hatte Blonsky 2010 die Hauptrolle der Willamena "Will" Rader inne, für die sie 2010 für einen Teen Choice Award nominiert wurde. Die Serie wurde nach zehn Folgen abgesetzt. Anschließend fielen die Rollenangebote eher mau aus, zwischenzeitlich arbeitete sie als Friseurin, da sie keine Rollenangebote bekam. Sie hatte Gastrollen in den Serien Ugly Betty und Smash. In den 2010er-Jahren trat sie in einigen kleineren Filmen auf, so 2011 in einer Nebenrolle in der Teenagerkomödie Waiting for Forever und 2017 an der Seite von Burt Reynolds in dem Altersdrama The Last Movie Star. Das 2007 veröffentlichte Lied You Can’t Stop The Beat aus dem Film Hairspray wurde 2024 im UK mit einer Goldenen Schallplatte ausgezeichnet. 2025 folge Silber für Good Morning Baltimore aus dem gleichen Film.

## Filmografie (Auswahl)
- 2007: Hairspray
- 2008: Harold
- 2008: Queen Sized – Jetzt kommt's dicke (Queen Sized, Fernsehfilm)
- 2009: Ugly Betty (Fernsehserie, Folge 3x11)
- 2009–2010: Valemont (Fernsehserie, 19 Folgen)
- 2010: Huge (Fernsehserie, 10 Folgen)
- 2011: Waiting for Forever
- 2011: Fresh Beat Band (Fernsehserie, 1 Folge)
- 2013: Smash (Fernsehserie, 2 Folgen)
- 2013: Geography Club
- 2013: The English Teacher
- 2017: The Last Movie Star (Dog Years)
- 2019: Ghost in the Graveyard

## Auszeichnungen
Hollywood Film Festival 2007
- Auszeichnung mit Hollywood Ensemble Acting of the Year Award – Musical/Comedy

Women Film Critics Circle Awards 2007
- Auszeichnung für die Beste Musik

Young Hollywood Award 2007
- Auszeichnung als One to Watch

Critics’ Choice Movie Award 2008
- Auszeichnung als Beste Jungdarsteller
- Auszeichnung als Teil des Besten Schauspielensembles für Hairspray
- Nominierung für Bestes Lied

Golden Globe Award 2008
- Nominierung als Beste Hauptdarstellerin – Komödie oder Musical

Palm Springs International Film Festival 2008
- Auszeichnung mit dem Rising Star Award
- Auszeichnung mit dem Ensemble Cast Award

MTV Movie Awards 2008
- Nominierung als Bester Newcomer

Online Film Critics Society Award 2008
- Auszeichnung als Bester Newcomer – Darstellung

Teen Choice Award 2010
- Nominierung als Choice Summer TV Star: Female